# Krupnik
Krupnik, o Krupnikas come è chiamato in Lituania, è una bevanda alcolica dolciastra simile alla vodka russa, basata su spirito di grano e miele, popolare in Polonia e Lituania.

## Composizione
Le versioni per la grande distribuzione hanno un tenore di circa il 40% di alcol etilico, ma le versioni tradizionali possono essere più alcoliche.
L'ingrediente principale per conferire dolcezza alla bevanda è il miele, in particolare di trifoglio, con l'aggiunta di numerose spezie e erbe aromatiche.

## Utilizzo
Oltre che freddo il Krupnik, specie d'inverno, può essere consumato caldo.